# Добрас, Кристиян
Кристиян Добрас (нем. Kristijan Dobras; родился 9 октября 1992, Штайр, Австрия) — австрийский футболист, полузащитник австрийского клуба «Блау-Вайсс»

## Карьера
В 2010 году он перешел в австрийский «Рапид». Добрас дебютировал в региональной лиге австрии 31 августа 2010 года против «Вайдхофен-ан-дер-Ибс» (0:2), когда на 77-й минуте вышел вместо Михаэля Цайнера. После хороших выступлений в начале сезона 2012/13 был приведён в состав основной команды Петером Шёттелем. Добрас дебютировал в высшем дивизионе Австрии 15 сентября 2012 года против «Адмиры», заменив капитана Штеффена Хофманна на 85-й минуте. Игра на стадионе «Герхард Ханаппи» закончилась без голов, 0:0. После разрыва боковой связки колена в октябре 2012 года Добрас выбыл до конца 2012 года. В январе 2013 года Добрас отправился в аренду в клуб «Грёдиг». В июле 2013 года он покинул «Рапид» и перешел в «Винер-Нойштадт». После вылета команды в сезоне 2014/15 Добрас покинул клуб и подписал трёхлетний контракт со «Штурмом».
На сезон 2017/18 перешёл в «Альтах», где подписал контракт, до июня 2018 года. После сезона 2018/19 покинул «Альтах».
Затем в августе 2019 года он переехал в австралийский «Мельбурн Виктори», подписав контракт до июня 2020 года. Он провел восемь матчей в А-лиге за Мельбурн, забив два гола. В январе 2020 года расторг контракт с клубом. Затем в феврале 2020 года он подписал контракт с казахским Иртышом. Покинул клуб после вылета.
После полугода без клуба Добрас вернулся в Австрию в феврале 2021 года и присоединился к клубу второго дивизиона «Блау-Вайсс», с которым подписал контракт до мая 2021 года. За клуб он забил четыре гола. В сезоне 2021/22 он подписал контракт до 2022 года с лихтенштейнским «Вадуцом», выступающим в Челлендж Лиге. 
30 июня 2023 года, спустя 2 года после ухода из «Блау-Вайсс» вернулся в клуб, подписав однолетний контракт.